# المخلوقات 4
المخلوقات 4 (بالإنجليزية: Critters 4)‏، هي فيلم أمريكي من نوع الرعب والإثارة وخيال علمي، أنتجت من قبل نيو لاين سينما الأمريكية سنة 1992، وهذه الفيلم تعد الجزء الأخير من السلسلة، ولكن هذه المرة تكون الحرب على المخلوقات المتوحشة خارج كوكب الأرض، وتحدث القصة حول قيام أبطال الفيلم لتحليق خارج الفضاء سنة 2045.

## أجزاء أخرى
- المخلوقات
- المخلوقات 2
- المخلوقات 3

## وصلات خارجية
- المخلوقات 4 على موقع IMDb (الإنجليزية)
- المخلوقات 4 على موقع ميتاكريتيك (الإنجليزية)
- المخلوقات 4 على موقع روتن توميتوز (الإنجليزية)
- المخلوقات 4 على موقع نتفليكس (الإنجليزية)
- المخلوقات 4 على موقع ألو سيني (الفرنسية)
- المخلوقات 4 على موقع Turner Classic Movies (الإنجليزية)
- المخلوقات 4 على موقع أول موفي (الإنجليزية)
- المخلوقات 4 على موقع فيلمافينيتي (الإسبانية)
- المخلوقات 4 على موقع قاعدة بيانات الفيلم (الإنجليزية)
- المخلوقات 4 على موقع ليتربوكسد (الإنجليزية)
- المخلوقات 4 على موقع أول موفي.